# Diocèse de Neiva
Le diocèse de Neiva (en latin : (en latin : Dioecesis Neivensis ; en espagnol : Diócesis de Neiva) est un diocèse de l'Église catholique en Colombie, suffragant de l'archidiocèse d'Ibagué.

## Territoire

Il comprend les municipalités d'Aipe, Algeciras, Baraya, Campoalegre, Colombia, Hobo, Iquira, Neiva, Palermo, Rivera, Santa María, Tello, Teruel, Villavieja et Yaguará du département de Huila.
Il possède un territoire d'une superficie de 10 523 km2 divisé en 65 paroisses. Le siège épiscopal est dans la ville de Neiva où se trouve la cathédrale de l'Immaculée-Conception (es).

## Historique
La ville de Neiva est d'abord le siège épiscopal du diocèse de Tolima. Ce diocèse est supprimé en 1900 ; le diocèse de Garzón est érigé le même jour, qui comprend la ville de Neiva.
Par la constitution apostolique Ecclesiarum prosperitate du 25 février 1964 de Paul VI, l'église de l'Immaculée-Conception de Neiva est élevée au rang de cocathédrale du diocèse, qui prend le nom de diocèse de Garzón-Neiva.
Le diocèse de Neiva est érigé le 24 juillet 1972 par la constitution apostolique Ad aptius tutiusque de Paul VI en prenant une partie du diocèse de Garzón-Neiva. La cocathédrale de l'Immaculée Conception de Neiva devient cathédrale du diocèse de Neiva. Dans le même temps le diocèse de Garzón prend son nom actuel.
Nommé suffragant de l'archidiocèse de Popayán lors de sa création, il intègre la province ecclésiastique de l'archidiocèse d'Ibagué le 14 juillet 1974 par la constitution apostolique Quamquam Ecclesiarum de Paul VI.

## Évêques
- Rafael Sarmiento Peralta (24 juillet 1972 - 12 janvier 1985), nommé archevêque de Nueva Pamplona
- Hernando Rojas Ramírez (1er juillet 1985 - 19 janvier 2001)
- Ramón Darío Molina Jaramillo, O.F.M (19 janvier 2001 - 4 février 2012)
- Froilán Tiberio Casas Ortíz (4 février 2012 - 14 avril 2023)
- Marco Antonio Merchán Ladino, depuis le 14 avril 2023